# Яцемирская, Мария Романовна
Мария Романовна Яцемирская  (род. 26 января 2003 года, Санкт-Петербург, Россия) — российская профессиональная баскетболистка, выступающая за команду АБ им. Кондрашина. Мастер спорта России.

## Биография
Мария родилась 26 января 2003 года в Санкт-Петербурге.
В возрасте восьми лет родители привели Марию в СДЮШОР № 2 Невского района Санкт-Петербурга на отделение баскетбола. Первым тренером Марии была Наталья Юрьевна Саввун. Одновременно с занятиями спортом Мария занималась в художественной школе № 1 и в вокально-хореографической студии «Фантазёры». Через год она осталась только в спортивной школе.
Став лидером команды ежегодно привлекалась в сборную Санкт-Петербурга по 2003 году рождения, но на Первенствах России команда не занимала высоких мест.
В 2018 году Марие поступает предложение от баскетбольной команды «Спарта энд К» (Видное), но отказавшись от переезда в Москву, родители переводят её в команду действующего на тот момент чемпиона на год старше — 2002 г.р. к тренеру той же спортивной школы Елене Вячеславовне Александровой. В следующем же сезоне 2018—2019 в составе команды Санкт-Петербург-1 2002 Мария становится серебряным призером Первенства Росиии.
В 2019 году Марию начинает привлекать к играм в Ассоциации студенческого баскетбола баскетбольный клуб ГУТИДа.
В 2021 году в составе ГУТИДа становится чемпионом АСБ Лиги Белова.
За два сезона в АСБ Мария становится одним из лидеров команды и в 2021 по итогам голосования забирает себе звание MVP (самый ценный игрок) октября и бронирует место в сборной Запада на Матче звезд в Перми, который состоялся в январе 2022 года.
С 2021 года приняв предложение тренера команды Центра Олимпийской Подготовки им. В. П. Кондрашина Ирины Ивановны Плешаковой Мария начинает тренировки в составе команды 3х3 ЦОП-Петербург.
С 2022 по 2024 года в составе ЦОП-Петербург Мария становится трёхкратным чемпионом России по баскетболу 3х3.
31 мая 2023 года Мария приглашена как капитан своей команды на первый «Турнир звёзд» 3х3, победителем которого она и становится.
В июле 2023 года вызвана в юниорскую сборную России 3х3, в составе которой завоевала золото на II Играх стран СНГ.
15 декабря 2023 в рамках конкурса «Человек года СПбГУПТД 2023» получает звание Лучшего студента в спортивной деятельности СК «ГУТИД»
В 2024 АСБ присуждает Марии звание MVP сезона 2023/24.
Летом 2024 года подписывает контракт с клубом Премьер-Лиги НИКА-Лузалес и переезжает в Сыктывкар
В конце сезона 2024/25 расторгает контракт с БК НИКА-Лузалес и в середине еще идущего сезона 3х3 2024/25 возвращается в Чемпионат России 3х3 в составе команды АБ им. Кондрашина, по итогу которого завоёвывает титул чемпионки России в четвертый раз. По итогу финала признается MVP финала Чемпионата России 3х3 2024/25.
Активно ведёт свой блог в Instagram с 43 тысячами подписчиков и Телеграм канал с 5,5 тысячей подписчиков.

## Сборные
2023 Юниорская сборная России 3х3
2024 Сборная России 3х3

## Индивидуальные награды
Лучший форвард Суперфинала АСБ 2022
MVP Суперфинала АСБ 3х3 2022
Самый защищающийся игрок АСБ 2022/23
Лучший защитник суперфинал АСБ 3х3 2023
MVP АСБ 2023/24
MVP Чемпионата России 3х3 2022/23, 2023/24
MVP Финала Чемпионата России 3х3 2024/25

## Достижения
- Чемпионка АСБ (1):2020/21
- Серебряный призёр АСБ (1):2021/22, 2022/23, 2023/24
- Четырёхкратная Чемпионка России 3х3 (1):2021/22, 2022/23, 2023/24, 2024/2025